# Chiknayakanhalli
Chiknāyakanhalli är en ort i Indien.   Den ligger i distriktet Tumkur och delstaten Karnataka, i den södra delen av landet, 1 700 km söder om huvudstaden New Delhi. Chiknāyakanhalli ligger 807 meter över havet och antalet invånare är 24 292.
Terrängen runt Chiknāyakanhalli är platt åt sydväst, men åt nordost är den kuperad. Runt Chiknāyakanhalli är det ganska tätbefolkat, med 207 invånare per kvadratkilometer. Det finns inga andra samhällen i närheten. Trakten runt Chiknāyakanhalli består till största delen av jordbruksmark.